# 修理改造検査
修理改造検査（しゅうりかいぞうけんさ）とは日本において耐空証明のある航空機が大修理又は改造を実施した場合、その航空機が耐空性又は環境適合性の基準に適合していることを国土交通大臣が証明する検査である。修改検査と呼ばれることが多い。

## 概要
耐空証明を有する航空機でも、時間の経過と運用される環境において、機体のあらゆる個所に不具合が発生して飛行性能が維持できず、飛行中に危険な状態となるため、機体の整備（保守と修理）や改造を行い、航空機の強度・構造・性能を維持するのだが、その際、機体の状態が強度・構造・性能と環境に適合する基準を満たしているかどうかを確認する必要がある。航空機に一般的保守・軽微な修理・小修理を実施した場合には、有資格整備士の確認検査で良いが、大修理・小改造・大改造を実施した場合には、航空法で国土交通大臣（航空機検査官）又は耐空検査員（滑空機の場合）の検査を受け合格しなければ航空の用（飛行）に供してはならないと定められている。
| 整備 | 保守   | 軽微な保守                         | 複雑な結合作業を伴わない規格装備品又は部品の交換その他の簡単な保守予防作業 |
| 整備 | 保守   | 一般的保守                         | 軽微な保守以外の保守作業 |
| 整備 | 修理   | 軽微な修理                         | 重量、重心位置、強度、動力装置の機能、飛行性その他の航空機の耐空性（以下この表及び次条の表において単に「耐空性」という。）に及ぼす影響が軽微な範囲にとどまり、かつ複雑でない修理作業であって、当該作業の確認において動力装置の作動点検その他に複雑な点検を必要としないもの |
| 整備 | 修理   | 小修理                             | 軽微な修理及び大修理以外の修理作業 |
| 整備 | 修理   | 大修理                             | 耐空性に重大な影響を及ぼす修理作業 |
| 改造 | 小改造 | 大改造以外の改造作業               | 大改造以外の改造作業 |
| 改造 | 大改造 | 耐空性に重大な影響を及ぼす改造作業 | 耐空性に重大な影響を及ぼす改造作業 |

### 修理改造検査の対象範囲
航空運送事業の用に供する航空機で客席数が30席又は最大離陸重量が15トン以上の飛行機又は回転翼航空機については
- 小改造
- 大改造
- 騒音や発動機の排出物に影響がある改造。

それ以外の航空機については
- 大修理
- 小改造
- 大改造
- 騒音や発動機の排出物に影響がある改造と修理

また、国土交通大臣の認定を受けた認定事業場（航空機整備改造認定事業場）で修理又は改造をした場合で、事業場で認められた確認主任者が耐空性又は環境適合性の基準に適合することを確認した場合は、国の修理改造検査は不要となる。ただし航空機整備改造認定事業場では確認できる範囲があり、以下の通りである。
改造の場合
- 耐空性に影響を及ぼす設計変更であって、国の承認を受けているものによる改造

大修理の場合
- 修理方法が確立されているもので、作業が大規模で複雑又は特殊な技量や装置を要するもの

騒音や発動機の排出物に影響がある修理の場合
- 修理方法が確立されているもので、修理後の騒音値について国の承認を受けているもの

騒音や発動機の排出物に影響がある改造の場合
- 国の承認を受けている設計変更によるものであって、改造後の騒音値について国の承認を受けているもの

上記以外の大修理又は騒音や発動機の排出物に影響がある修理で修理方法が確立されていなく、修理後の騒音値について国の承認を受けていないもの。耐空性に影響を及ぼす改造又は騒音や発動機の排出物に影響がある改造で国の承認を受けていない設計変更のもので、改造後の騒音値について国の承認を受けていないもの。またこれらの修理又は改造での型式承認又は仕様承認の対象のもので、その承認を受けていない装備品又は部品を取り付けた場合には国の修理改造検査を受ける。